# Salsola turkestanica
Salsola turkestanica är en amarantväxtart som beskrevs av Dmitrij Litvinov. Salsola turkestanica ingår i släktet sodaörter, och familjen amarantväxter. Inga underarter finns listade i Catalogue of Life.